# مالايا غاناباتي
مالايا غاناباتي هو محارب شيوعي قديم سري في مالايا (ماليزيا حاليا). كان له دور في الطوارئ المالايوية. يزعم أنه ولد في ولاية تاميل نادو في جنوب الهند.